# Daniel Kaluuya
Daniel Kaluuya (Londres; 24 de febrero de 1989) es un actor y cineasta inglés. Ha ganado, entre otros, el premio Óscar, SAG, Globo de Oro y BAFTA al mejor actor de reparto por su actuación en Judas and The Black Messiah (2021).
Es conocido por haber participado en el segundo episodio de la primera temporada de la serie de televisión Black Mirror y en la película de Jordan Peele Get Out, por la cual recibió aclamación por parte de la crítica y su primera nominación a los premios de la Academia como mejor actor. También ha aparecido en la primera y segunda temporada de la serie Skins, además de en la película Black Panther del Universo Cinematográfico de Marvel.

## Carrera
Proveniente de una familia ugandesa, Kaluuya estudió teatro desde muy joven en el St Aloysius College y en Sylvia Young Theatre School.
Se inició como actor dramático en televisión a comienzos de 2006. Tuvo numerosas participaciones en la televisión en series británicas como Silent Witness, Doctor Who, Psychoville, The Fades y Babylon.
En 2011 participó junto a Rowan Atkinson en la película de comedia Johnny English Reborn. En 2015 se le vio en el rol de Reggie Wayne en Sicario, película dirigida por Denis Villeneuve.
En el 2017 encarnó el papel protagónico de Chris Washington en el film de terror Get Out, junto con Allison Williams, Catherine Keener y Bradley Whitford. Gracias a esta cinta Kaluuya ganó un premio MTV Movie & TV Awards como mejor actor.
En 2023 anunció que estaba trabajando en una película con el personaje de "Barnie".

## Filmografía

### Cine
| Año  | Título original                     | Personaje                                 | Ref.  |
| ---- | ----------------------------------- | ----------------------------------------- | ----- |
| 2006 | Shoot the Messenger                 | Reece                                     |       |
| 2008 | Cass                                | Joven Cass Pennant                        |       |
| 2010 | Baby (Cortometraje)                 | Damon                                     | [ 3 ] |
| 2010 | Chatroom                            | Mo                                        |       |
| 2011 | Johnny English Reborn               | Agente Colin Tucker                       |       |
| 2013 | Welcome to the Punch                | Juka Ogadowa                              |       |
| 2013 | Kick-Ass 2                          | Black Death                               |       |
| 2015 | Sicario                             | Reggie Wayne                              |       |
| 2017 | Get Out                             | Chris Washington                          |       |
| 2018 | Black Panther                       | W'Kabi                                    |       |
| 2018 | Widows                              | Jatemme Manning                           |       |
| 2019 | Queen & Slim                        | Ernest "Slim" Hines                       |       |
| 2020 | A Christmas Carol                   | Fantasma de las Navidades presentes (voz) |       |
| 2021 | Judas and the Black Messiah         | Fred Hampton                              |       |
| 2022 | Nope                                | Otis Jr. "OJ" Haywood                     |       |
| 2023 | Spider-Man: Across the Spider-Verse | Hobart "Hobie" Brown / Spider-Punk (voz)  |       |
| 2027 | Spider-Man: Beyond the Spider-Verse | Hobart "Hobie" Brown / Spider-Punk (voz)  |       |

### Series y telefilmes
| Year      | Title                       | Role                    | Notes                              |
| --------- | --------------------------- | ----------------------- | ---------------------------------- |
| 2007      | The Whistleblowers          | School Bully            | Episodio: "No Child Left Behind"   |
| 2007      | Comedy: Shuffle             | Dean                    | Episodio: "Brendon Burns"          |
| 2007–2009 | Skins                       | Posh Kenneth            | 11 episodios                       |
| 2008      | Delta Forever               | Roger                   | Episodio: "Pilot"                  |
| 2008      | Silent Witness              | Errol Harris            | 2 episodios                        |
| 2008–2009 | That Mitchell and Webb Look | Varios                  | 2 episodios                        |
| 2009      | Doctor Who                  | Barclay                 | Episodio: "Planet of the Dead"     |
| 2009      | Lewis                       | Declan                  | Episodio: "Counter Culture Blues"  |
| 2009      | FM                          | Ades                    | 4 episodios                        |
| 2009      | The Philanthropist          |                         | Episodio: "Nigeria Part II"        |
| 2009      | 10 Minute Tales             | Soldado #2              | Episodio: "The Three Kings"        |
| 2009–2011 | Psychoville                 | Michael "Tealeaf" Fry   | 12 episodios                       |
| 2010      | Comedy Lab                  | Varios                  | Episodio: "Happy Finish"           |
| 2010–2012 | Harry & Paul                | Parking Pataweyo        | 5 episodios                        |
| 2011      | Coming Up                   | Micah                   | Episodio: "Micah"                  |
| 2011      | The Fades                   | Michael "Mac" Armstrong | 6 episodios                        |
| 2011      | Black Mirror                | Bingham "Bing" Madsen   | Episodio: "Fifteen Million Merits" |
| 2011      | Random                      | Hermano                 | Telefilme                          |
| 2014      | Babylon                     | Matt Coward             | 7 episodios                        |
| 2018      | Watership Down              | Bluebell (voz)          | Miniseries                         |
| 2022      | All or Nothing: Arsenal     | Narrator                | Docuseries                         |

## Premios y nominaciones
| Premios Óscar | Premios Óscar          | Premios Óscar               | Premios Óscar | Premios Óscar |
| Año           | Categoría              | Trabajo Nominado            | Resultado     | Ref.          |
| ------------- | ---------------------- | --------------------------- | ------------- | ------------- |
| 2018          | Mejor actor            | Get Out                     | Nominado      | [ 7 ]         |
| 2020          | Mejor actor de reparto | Judas and the Black Messiah | Ganador       | [ 8 ]         |

| BAFTA | BAFTA                                | BAFTA                                | BAFTA     | BAFTA  |
| Año   | Categoría                            | Trabajo Nominado                     | Resultado | Ref.   |
| ----- | ------------------------------------ | ------------------------------------ | --------- | ------ |
| 2017  | Mejor actor                          | Get Out                              | Nominado  | [ 9 ]  |
| 2017  | Premio BAFTA a la estrella emergente | Premio BAFTA a la estrella emergente | Ganador   | [ 9 ]  |
| 2020  | Mejor actor de reparto               | Judas and the Black Messiah          | Ganador   | [ 10 ] |

| Globos de Oro | Globos de Oro                   | Globos de Oro               | Globos de Oro | Globos de Oro |
| Año           | Categoría                       | Trabajo Nominado            | Resultado     | Ref.          |
| ------------- | ------------------------------- | --------------------------- | ------------- | ------------- |
| 2017          | Mejor actor - Comedia o musical | Get Out                     | Nominado      | [ 11 ]        |
| 2020          | Mejor actor de reparto          | Judas and the Black Messiah | Ganador       | [ 12 ]        |

| Sindicato de Actores | Sindicato de Actores   | Sindicato de Actores        | Sindicato de Actores | Sindicato de Actores |
| Año                  | Categoría              | Trabajo Nominado            | Resultado            | Ref.                 |
| -------------------- | ---------------------- | --------------------------- | -------------------- | -------------------- |
| 2017                 | Mejor actor            | Get Out                     | Nominado             | [ 13 ]               |
| 2020                 | Mejor actor de reparto | Judas and the Black Messiah | Ganador              | [ 14 ]               |

| Crítica Cinematográfica | Crítica Cinematográfica | Crítica Cinematográfica     | Crítica Cinematográfica | Crítica Cinematográfica |
| Año                     | Categoría               | Trabajo Nominado            | Resultado               | Ref.                    |
| ----------------------- | ----------------------- | --------------------------- | ----------------------- | ----------------------- |
| 2017                    | Mejor actor             | Get Out                     | Nominado                | [ 15 ]                  |
| 2020                    | Mejor actor de reparto  | Judas and the Black Messiah | Ganador                 | [ 16 ]                  |

| Independent Spirit | Independent Spirit | Independent Spirit | Independent Spirit | Independent Spirit |
| Año                | Categoría          | Trabajo Nominado   | Resultado          | Ref.               |
| ------------------ | ------------------ | ------------------ | ------------------ | ------------------ |
| 2017               | Mejor actor        | Get Out            | Nominado           | [ 17 ]             |